# Font del Botador
La Font del Botador, o Botador de llau de la Trencada, és una font del terme de Llimiana, a l'extrem nord-est del terme.
Està situada a 650 m d'altitud, al nord-est de Masdartús, a prop de l'extrem nord-est del terme municipal. És a mig curs de la llau de la Trencada.